# Tistlarna
Yttre Tistlarna är en ögrupp och fyrplats som ligger längst söderut i Göteborgs södra skärgård. Den tillhör Styrsö socken i Västergötland. Inre Tistlarna är en mindre ögrupp som ligger nordost om Yttre Tistlarna. De båda ögrupperna ingår i Vrångöskärgårdens naturreservat och Inre Tistlarna är dessutom sälskyddsområde.
När man säger Tistlarna menas de Yttre Tistlarna som är bebodda och består av tre öar med en djup vik på västsidan som fungerar som hamn.
1805 fick Tistlarna en enkel lotsplats för att lotsarna på Vrångö skulle kunna möta fartygen tidigt. 1870 inrättades en lotsstation och en fyrbyggnad uppfördes 1906. Fyrtornet är ihopbyggd med en större tegelbyggnad som numera är vitputsad. På svenska östkusten finns fyren Tjärven som arkitektoniskt påminner om Tistlarnas fyr; de byggdes ungefär samtidigt.
Åren 1923–1924 genomfördes ett större fördjupnings- och fördämningsarbete för att skapa en tryggare och ändamålsenligare hamn åt lotsar och fyrvaktare. Under slutfasen av detta bygge inträffade en svår storm som delvis raserade en nybyggd vågbrytare samt skadade en kranförsedd arbetspråm.
Tistlarnas fyr var bemannad fram till 1969 då elektricitet kom till ön och fyrvaktarna fick lämna sin post. Samtidigt målades fyren om och fick en vit färg. Fyren ägs och drivs av Sjöfartsverket. 
Fyren förekommer i TV-serien Svaleskär som sändes i SVT B våren 2011.

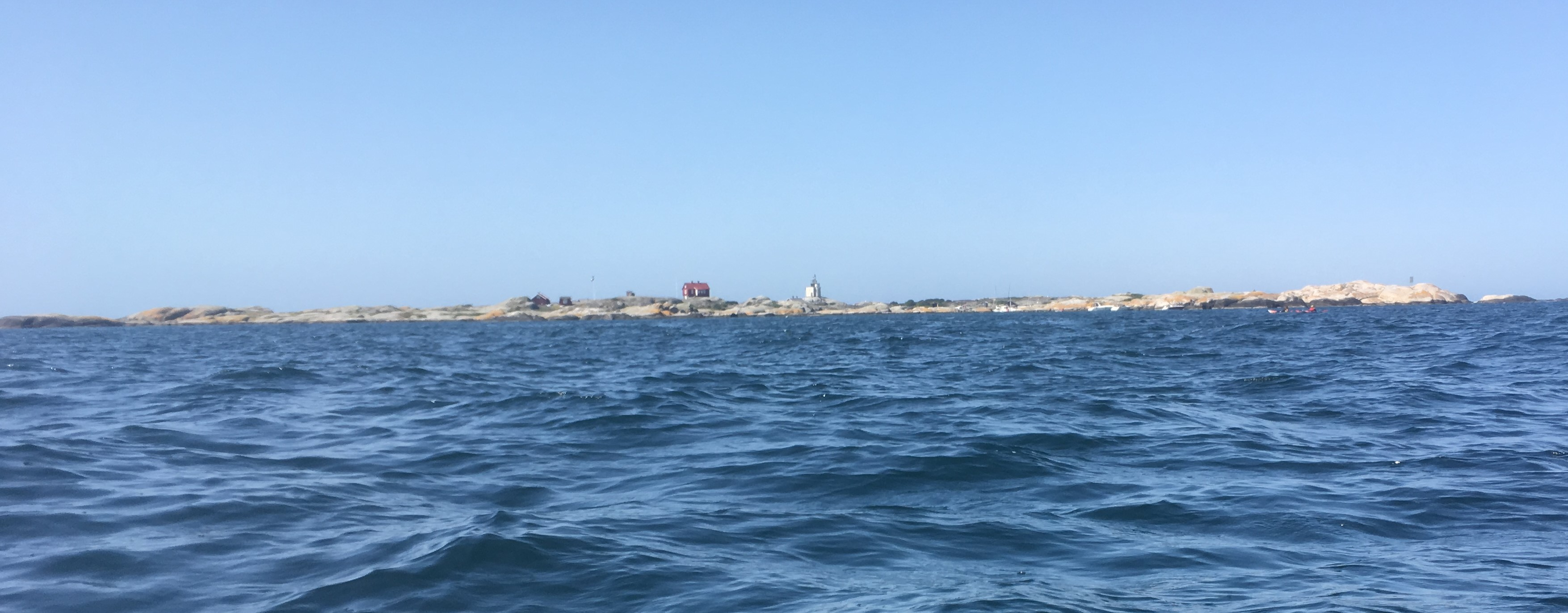
Yttre Tistlarna

## Fyrmästare 1906–1969
Förteckning över fyrmästare på Tistlarnas fyr fram till 1969, då fyren automatiserades och avbemannades. Uppgifter från Svenska fyrsällskapets webbsida.
- Sven Anders Andersson Wiberg 1906 –1909
- Karl Wilhelm Stolpe 1909
- Carl Gustav Harry Norrby 1938
- EMIL Gottfrid Hermansson Helldner 1938 – 1952
- Carl Gustaf Harry Norrby 1939 – 1941
- John Gunnar Westerberg 1952 – 1963
- Torsten Lennart Hermansson 1963 – 1969

- Nils Göransson 1906 – 1913
- Axel Emanuel Lindberg 1906 – 1907 tf
- Gustaf Adolf Johansson Hult 19070430 – 19071231 tf
- Johan August Sjöberg 1912 – 1914
- Martin WILIAM Henrik Öhman 19120327 – 19121204 tf
- Carl Erik Bjök 1913 – 1915tf 1915 – 1932
- Carl Gustaf Harry Norrby 1933 – 1936tf, 1936 –  1938
- SVEN Thure Dahlbom 1936 – 1947
- Carl Gustaf Harry Norrby 1938 – 1939, 1941 – 1942
- Carl Rudolf Andersson Arbo 1942 – 1951
- GÖTE Gunnar Lavén 1947 – 1950
- Eric Sigfrid Karlsson 1951 – 1964
- John Gunnar Westerberg 19520101 – 19520930
- Erik Rickard Englund 1953 –1956
- HANS Erik Westerberg 1957 – 1961
- INGVAR Gösta Helldner 1961 – 1967
- Gustaf Harry Andersson 1964 – 1969
- RAGNAR Gustaf Svensson 1967 – 1969

## Bilder

YttreTistlarna
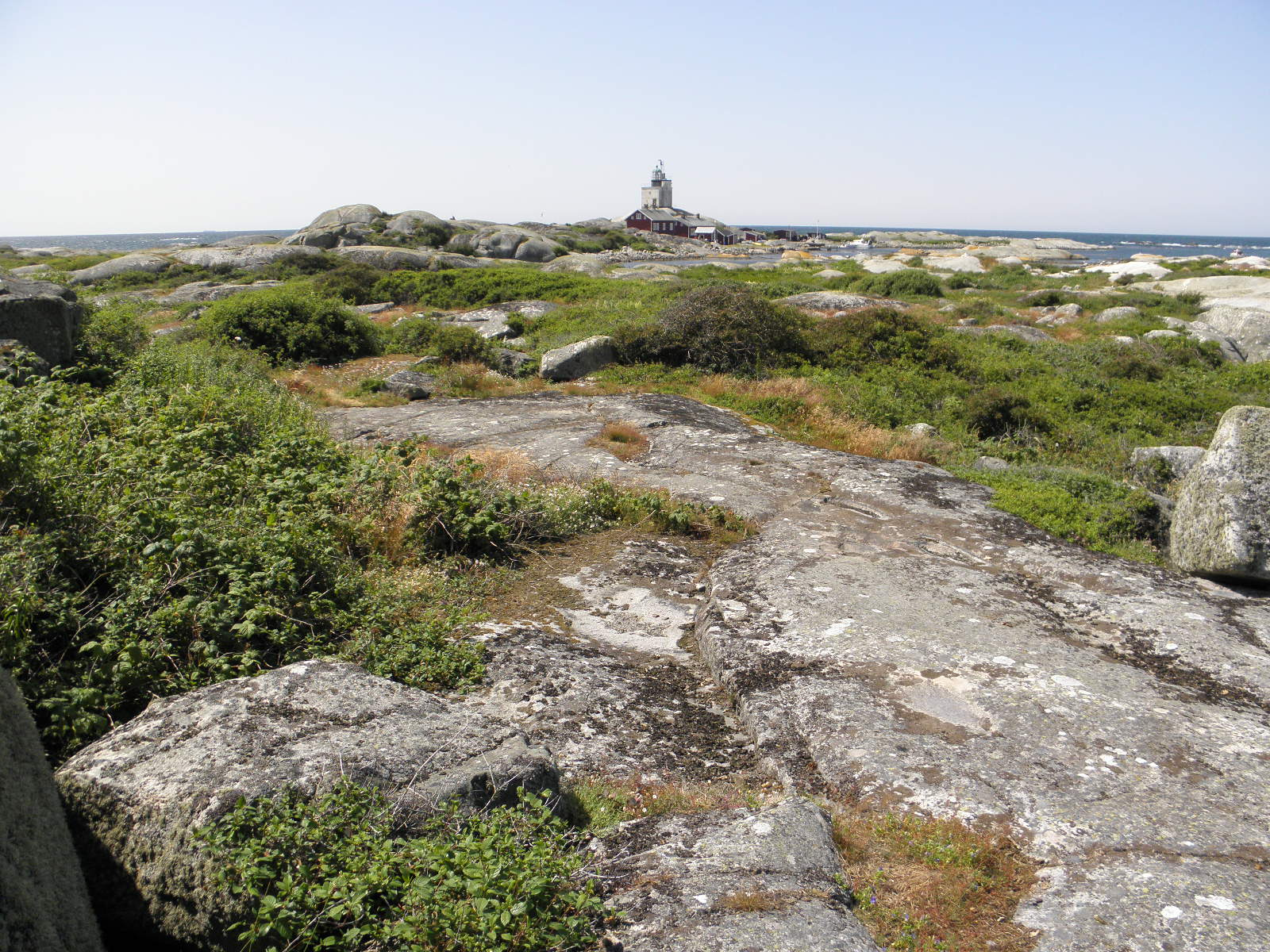
Yttre Tistlarna med fyren
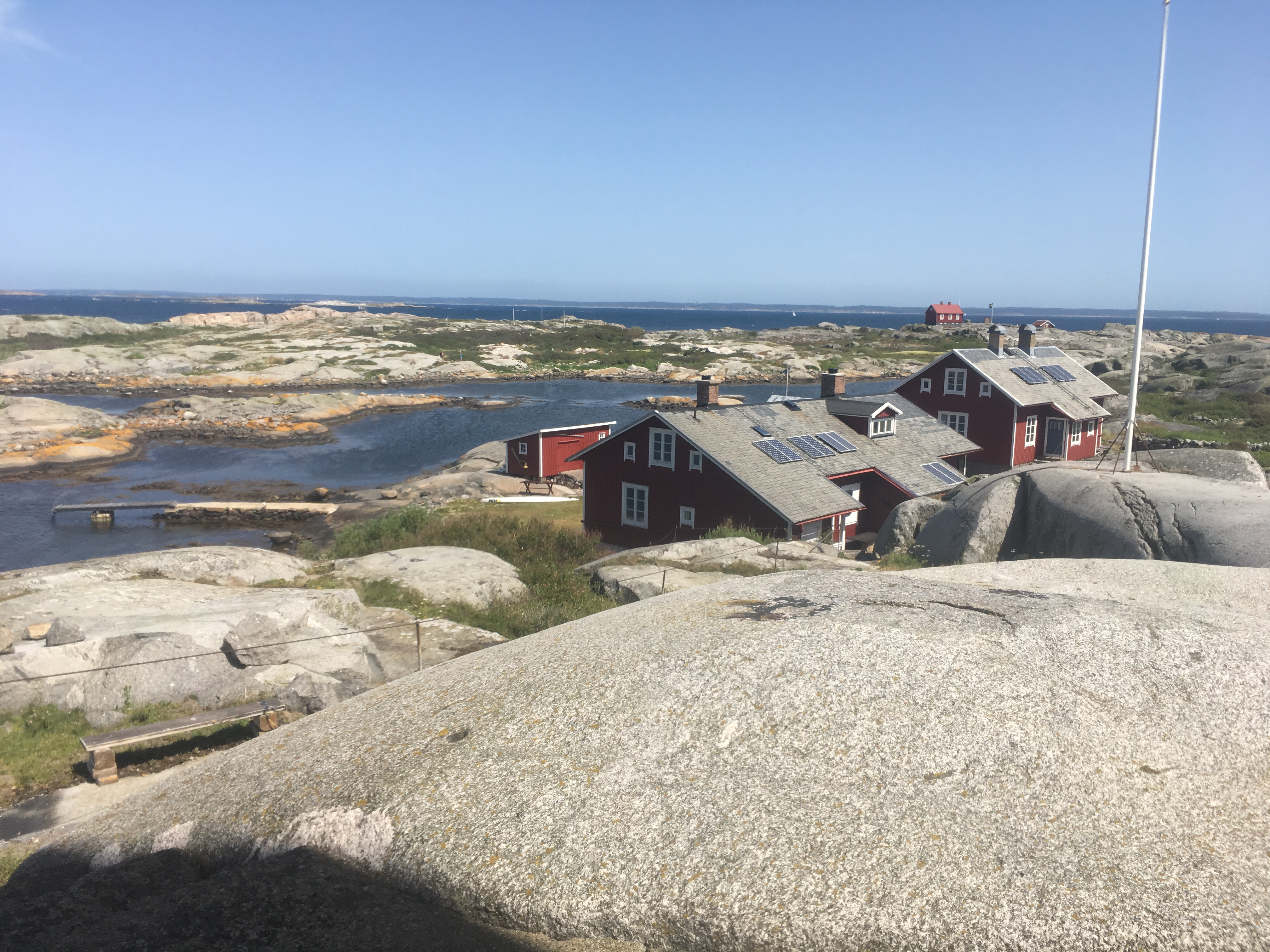
Hus vid fyren
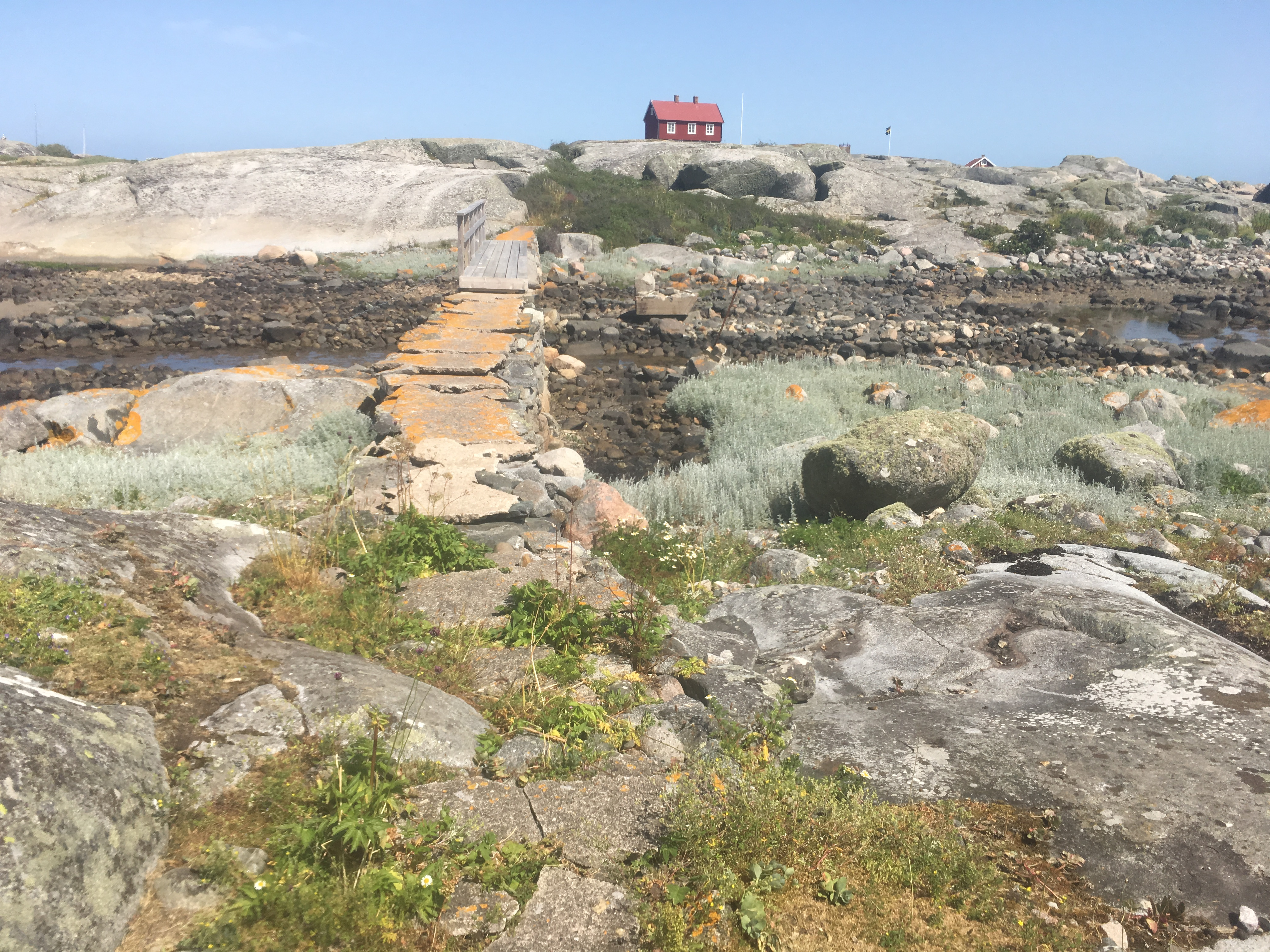
Hus på Yttre Tistlarna
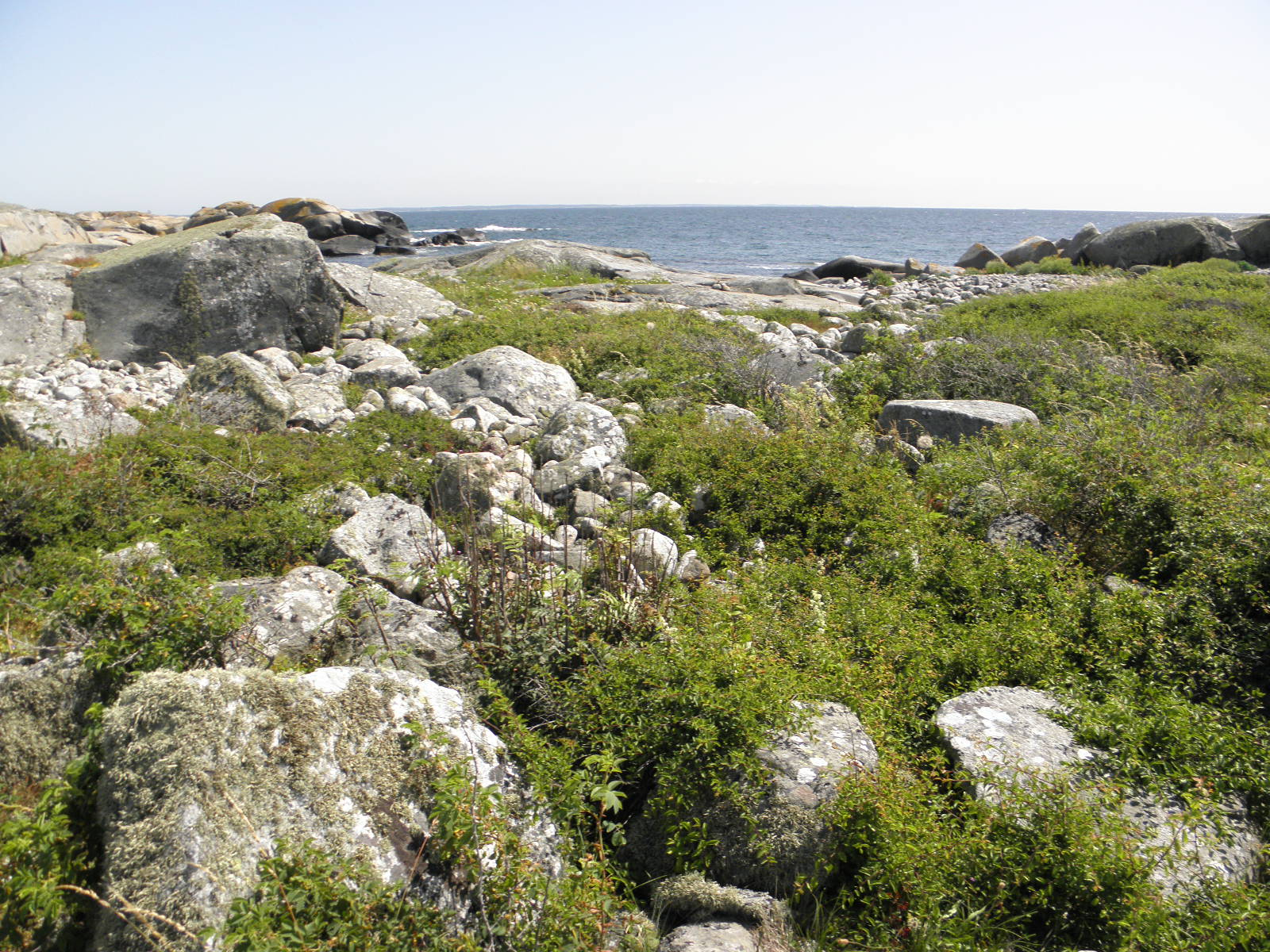
Natur på Yttre Tistlarna
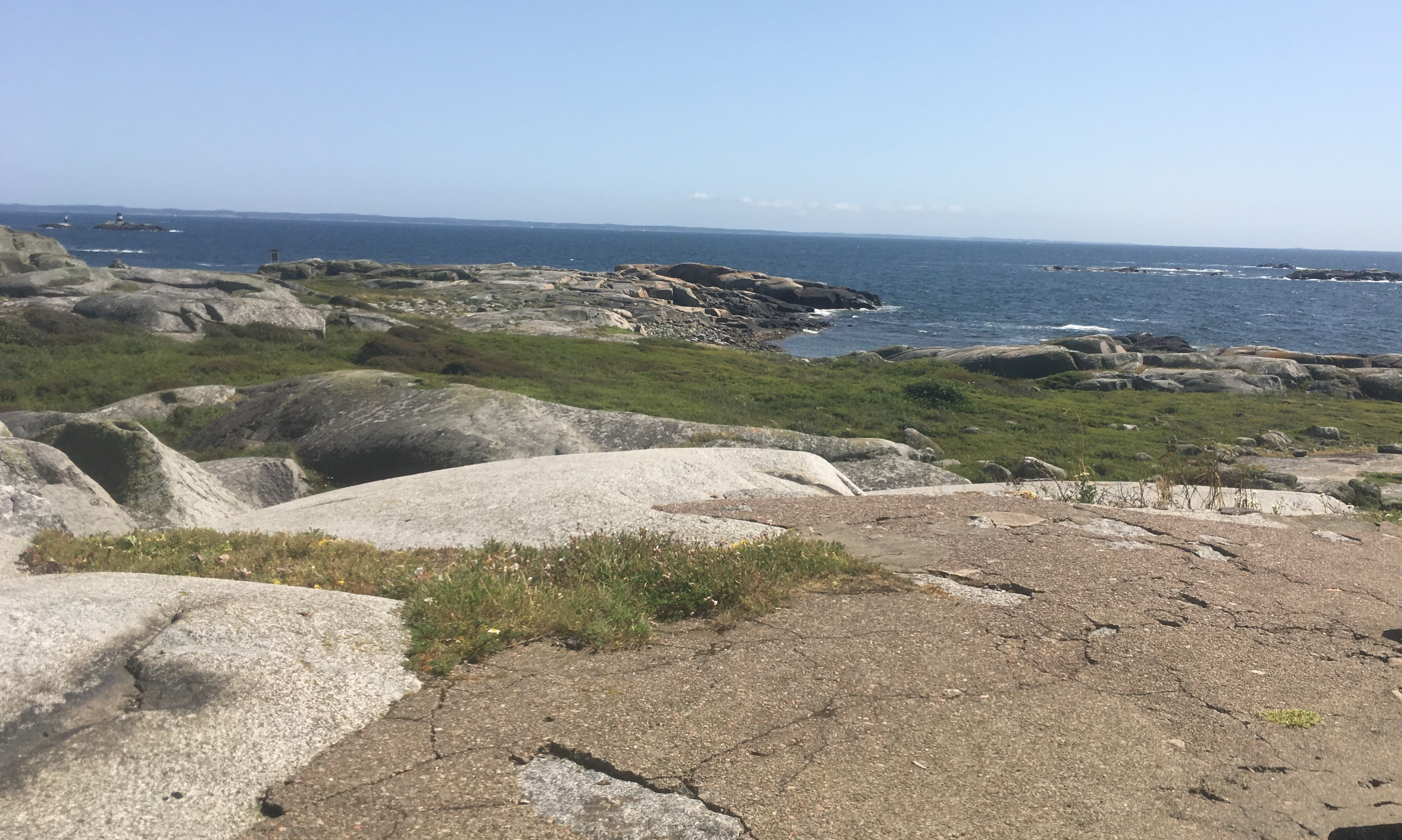
Natur på Yttre Tistlarna